# Самонесумісні рослини
Самонесумісні рослини — рослини, нездатні до самозапліднення внаслідок пригнічення росту власних пилкових трубок. Більшість рослин нездатна до самозапліднення. Пилок, потрапивши на приймочку власної квітки або на приймочку квіток тієї ж рослини, проростає, але незабаром зупиняє ріст, і пилкові трубки гинуть, не досягнувши зародкового мішка. Ясно, що самонесумісні рослини виявляться безплідними (безнасінними), якщо на їх квітки не потрапить пилок з сусідніх (неспоріднених) рослин.
Першу згадку в літературі про самонесумісність можна знайти у працях німецького ботаніка Й. Кельрейтера, що опублікував в 1765 році повідомлення про самонесумісність у коров'яка (Verbascum pheoniceum). Поширення самонесумісності у світі рослин і її роль в регуляції перехресного розмноження в рослинних популяціях були усвідомлені в минулому столітті після перевідкриття законів Г. Менделя і народження нової біологічної дисципліни — генетики.
Усі квіткові рослини з досконалими квітками зручно розділити на дві групи: самосумісні (СС) — це рослини-самозапилювачі і деякі перехресні рослини, і несумісні (СН) перехресні рослини, що розмножуються. Нині виявлено понад 10 тис. несумісних рослинних видів. Подальший їх розгляд зручно провести за типом квіток.
Самонесумісні рослини ділять на дві великі групи, кожна з яких містить десятки ботанічних родин:
- рослини з гомоморфною (однакові за формою) несумісністю;
- рослини з гетероморфною (різні за формою) несумісністю. У рослин з гомоморфною несумісністю немає відмінностей у будові квіток — в межах виду або популяції усі квітки морфологічно ідентичні. У рослин з гетероморфною несумісністю в популяціях зустрічаються два-три морфотипи квіток.

Гетероморфію виявлено у 24 родинах, в 155 родах, з яких 91 рід належить до родини маренових (Rubiaceae), бурачникових (Boroginaceae), свинчаткоквітих (Plumbaginaceae), примулових (Primulaceae). Серед сільськогосподарських видів до їх числа належить гречка (Fagopyrum esculentum).
Самонесуміснність, контролюючи перехресне запилення у рослин, перешкоджає гомозиготизації генів і запобігає негативним наслідкам, що виникають в потомствах споріднених схрещувань. Вона зберігає в рослинних популяціях високий рівень гетерозиготності генів, підтримуючи на певному рівні ефект гетерозису (гібридну потужність), дозволяючи рослинам краще адаптуватися до різноманітних умов середовища.
Гени самонесумісності використовуються при отриманні гібридних сортів. Інформація про поширення конкретних генів (алелей) самонесумісності потрібна, зокрема, при закладці садових плантацій.